# Europa-blätter
Die europa-blätter waren eine deutsche Zeitschrift, die sich mit der Entwicklung des Rechts in der Europäischen Union befasste. Sie erschien zwischen ihrer Gründung im Jahr 1992 und ihrer Einstellung im Jahr 2006 in der Regel sechsmal jährlich und wurde vom Kölner Bundesanzeiger-Verlag herausgegeben.